# Dorfkirche Giesensdorf (Lichterfelde)

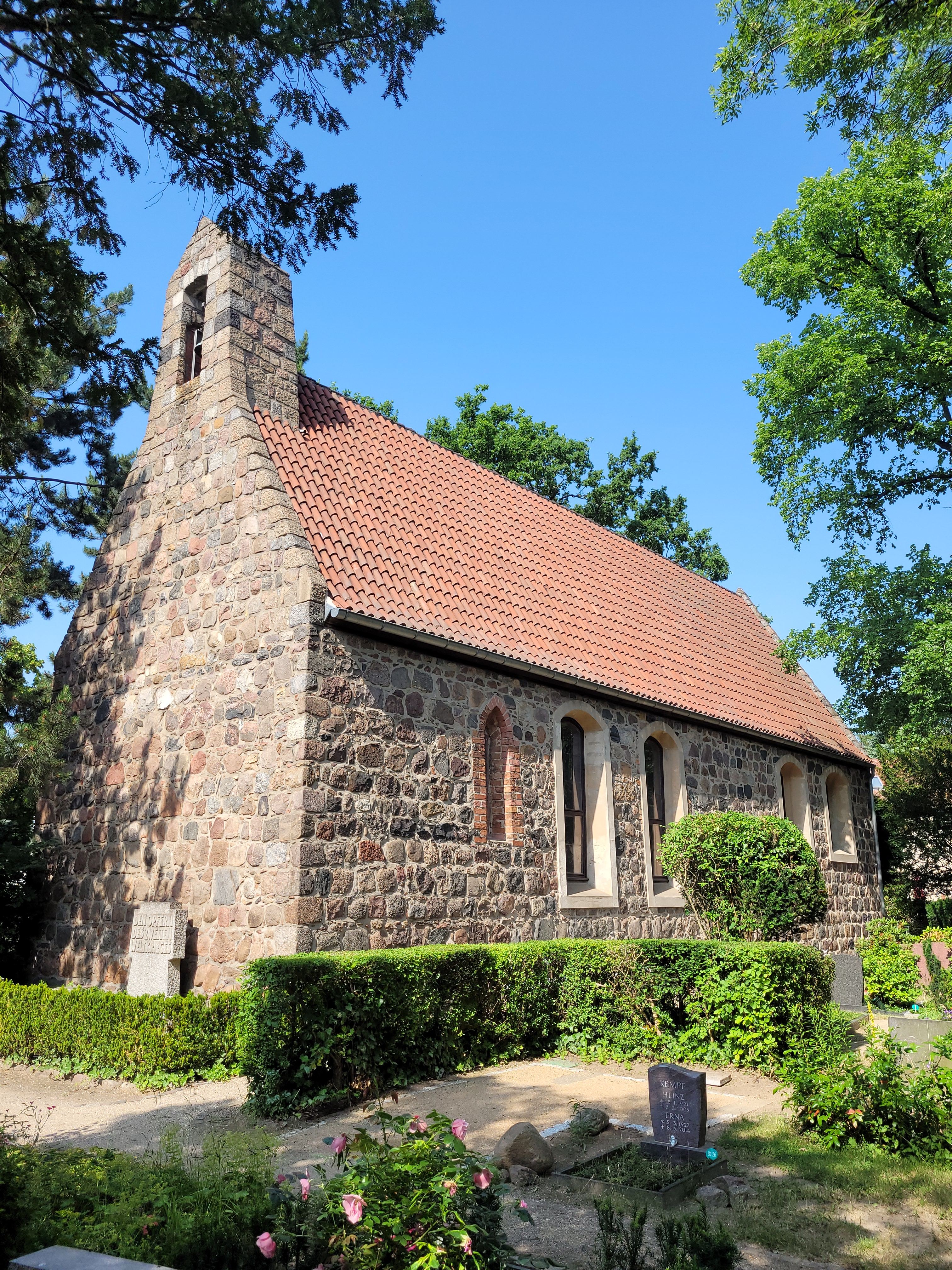
Dorfkirche Giesensdorf

Die evangelische Dorfkirche Giesensdorf im heutigen Berliner Ortsteil Lichterfelde ist eine der über 50 Dorfkirchen in Berlin. Der Ostteil der einfachen Saalkirche wurde etwa im dritten Viertel des 13. Jahrhunderts aus sorgfältig bearbeiteten, der Westteil etwa in der zweiten Hälfte des 14. Jahrhunderts aus weniger gut gequaderten Feldsteinen errichtet. 1943 brannte die Kirche aus. 1955 bis 1956 wurde sie wiederhergestellt. Die Kirche steht unter Denkmalschutz.

## Geschichte

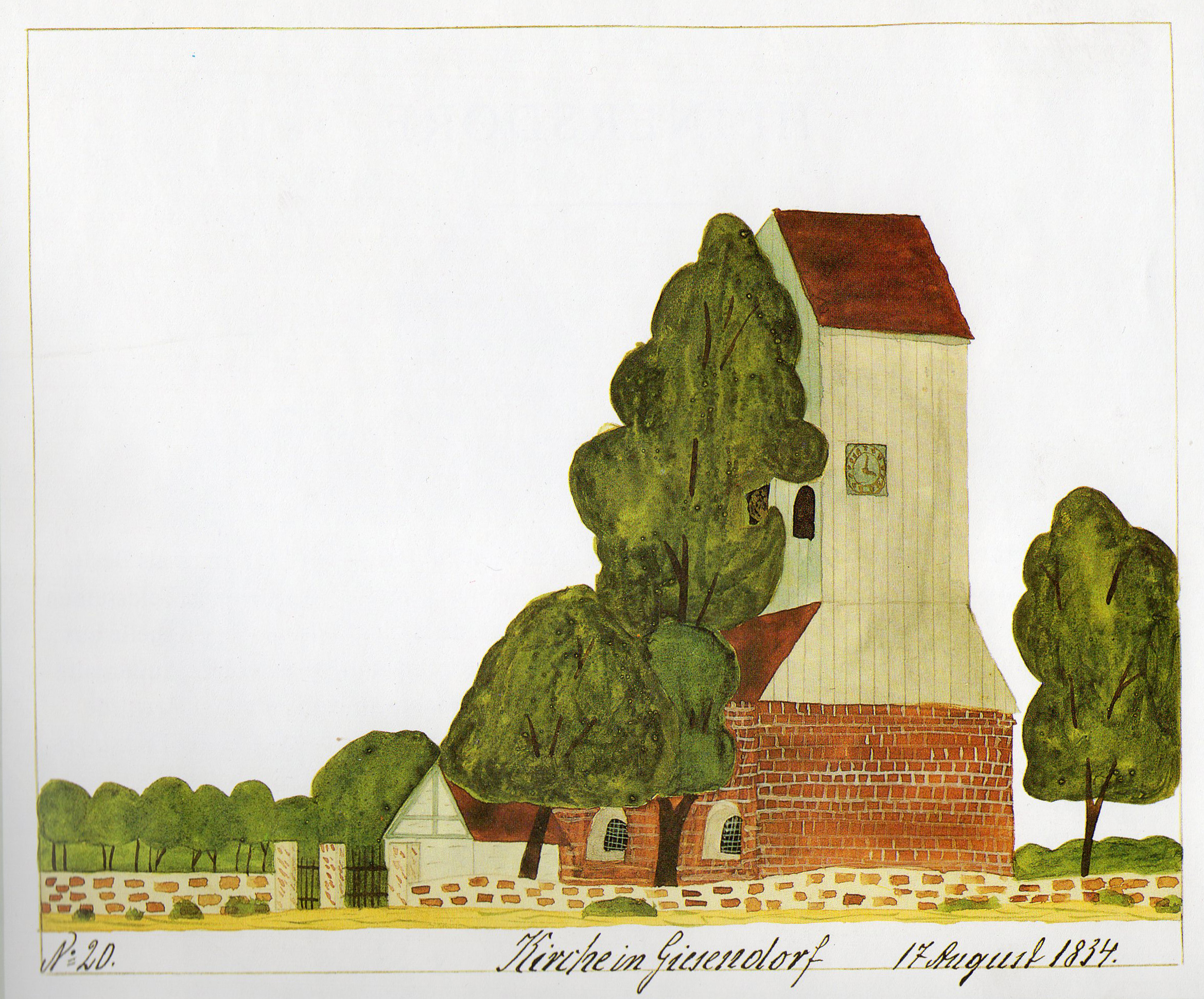
Durch das Abtragen des großen verbretterten Dachturms 1957 ist die Dorfkirche Giesensdorf kaum wiederzuerkennen (Abb. von 1834)

Mit der Gründung des Dorfes – wohl um 1230 – wurde durch die Einwanderer vermutlich zunächst eine hölzerne Kapelle errichtet. Erst später wurde aus Findlingen, dieses Baumaterial fand sich in großer Zahl auf den urbar zu machenden Äckern, eine Kirche gebaut, die zweitkleinste aller in Berlin noch vorhandenen mittelalterlichen Dorfkirchen. Während des Dreißigjährigen Krieges wurde zwischen 1632 und 1646 das Dorf mehrfach geplündert und gebrandschatzt, wobei die Kirche stark in Mitleidenschaft gezogen wurde. Im Zweiten Weltkrieg, während der Kämpfe um Berlin, brannte die Dorfkirche im April 1945 bis auf die Grundmauern nieder. Beim Wiederaufbau orientierte man sich bei der Innen- und Außengestaltung am ausgehenden Mittelalter, die Rekonstruktion des Turmes und der Emporen im Innenraum unterblieben.

## Bauwerk

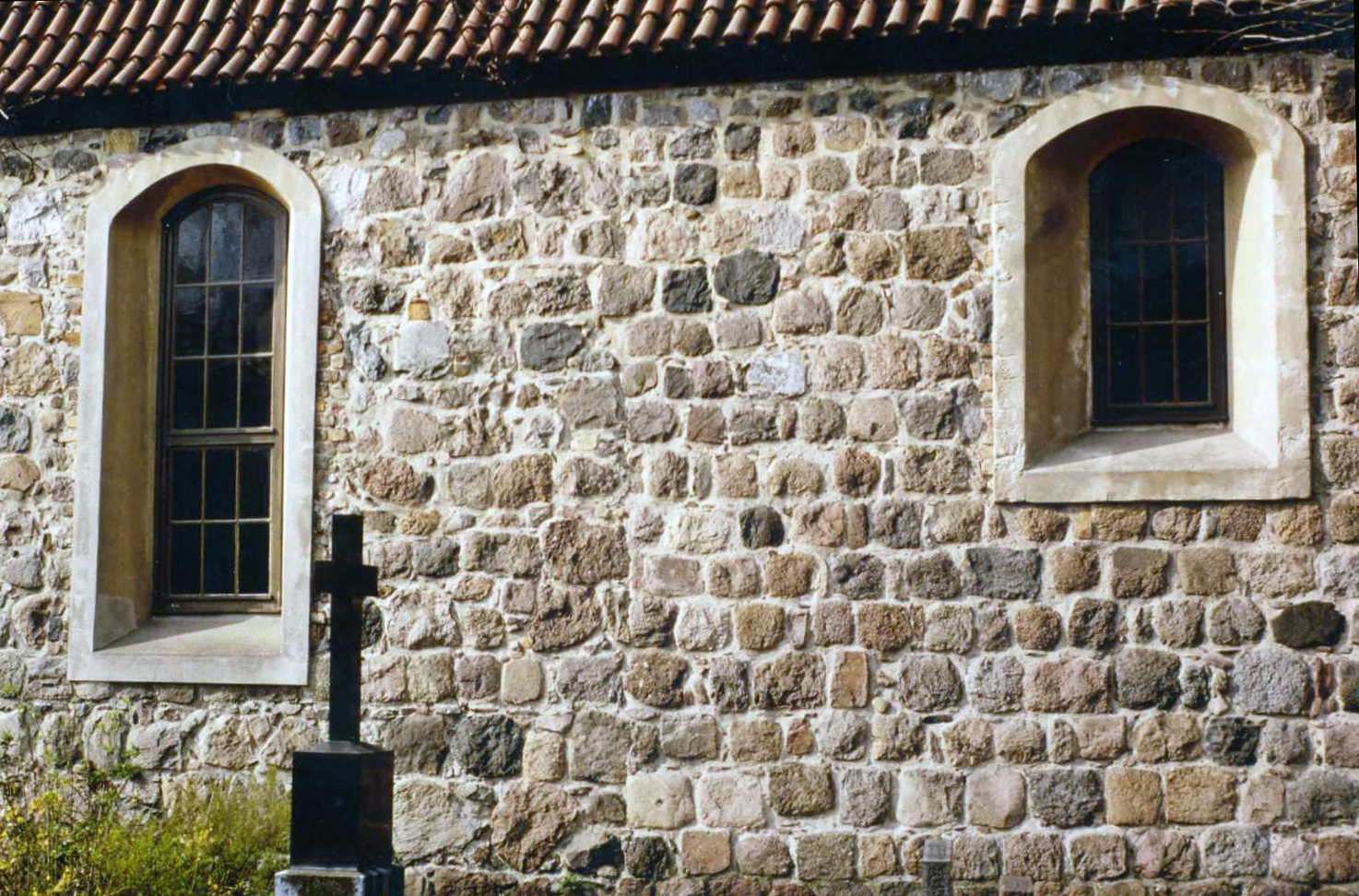
Baunaht im Feldsteinmauerwerk auf der Südwand der Dorfkirche

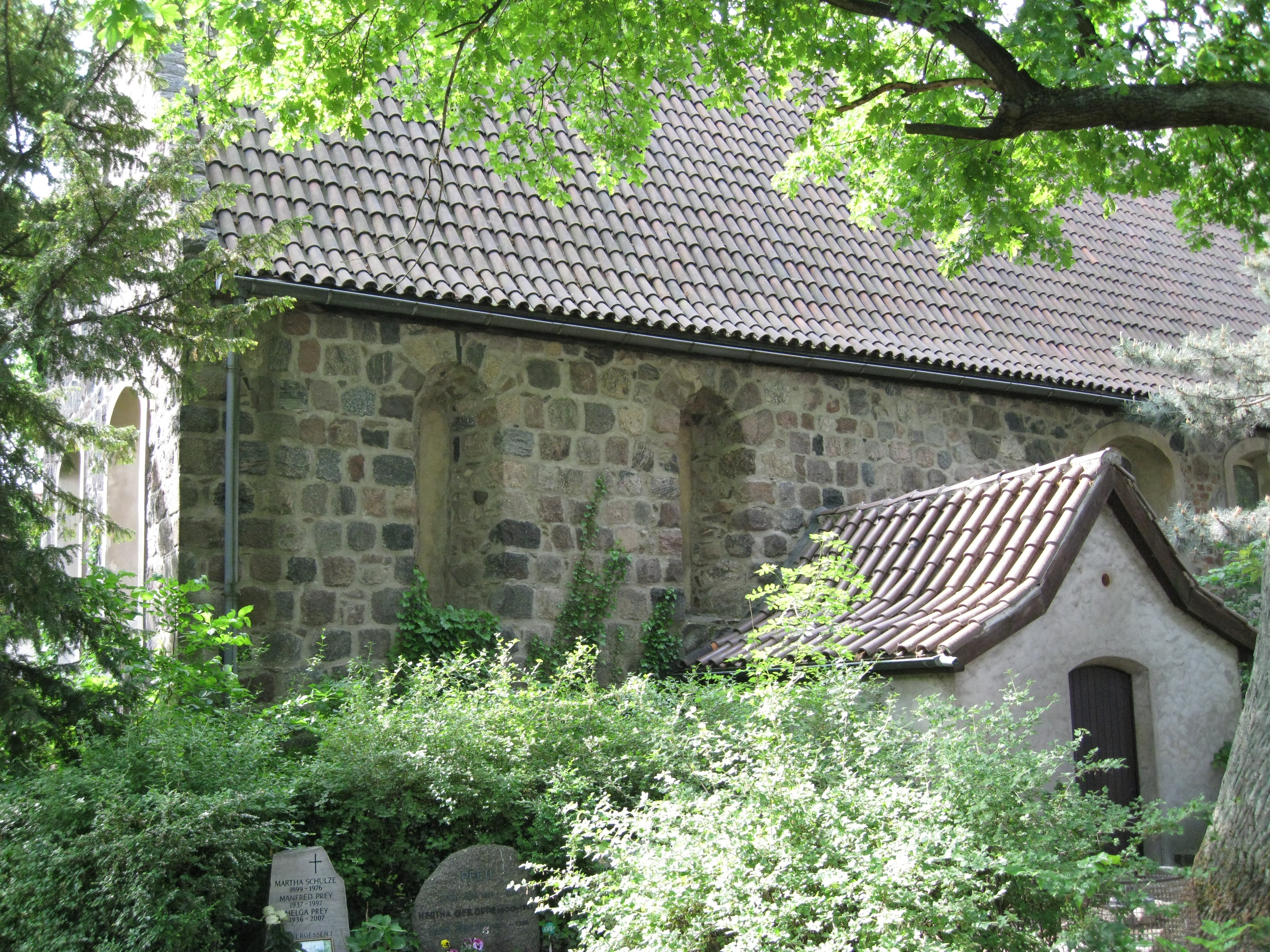
Sakristei der Dorfkirche

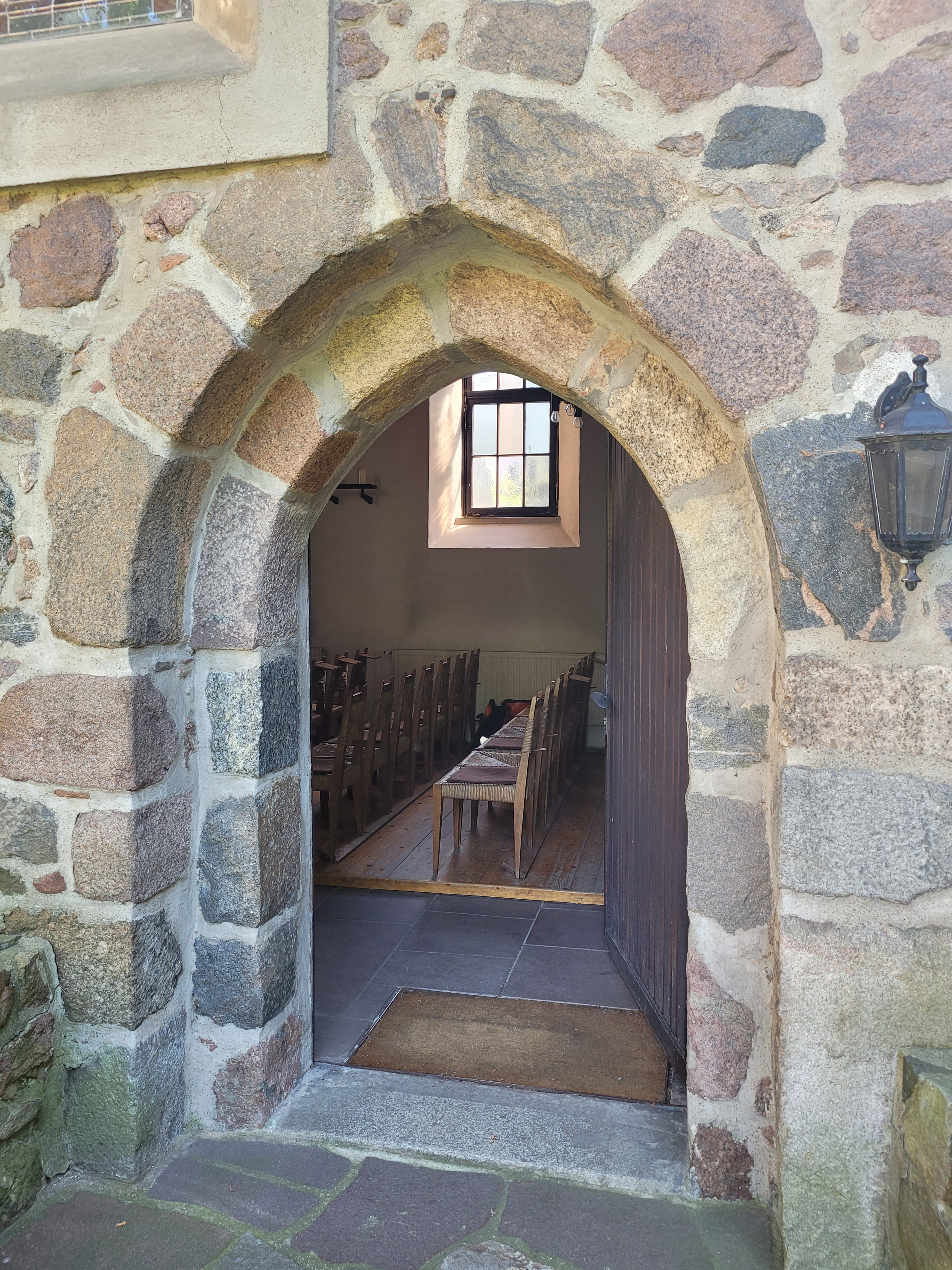
Gotisches Stufenportal an der Nordseite

Mit der Osthälfte des Bauwerks, die nur eine Breite von rund sieben Metern aufweist, wurde wahrscheinlich um 1250 begonnen. Vielleicht war sie ursprünglich als eingezogener Chor  gedacht. Hier wurde der Altar aufgestellt, der sich ungefähr da befand, wo auch heute noch der Altartisch steht. Zu dieser Zeit wurden die Granitfeldsteine noch sorgfältig quaderförmig behauen. Der Westteil ist hingegen durch die nachlässigere Steinmetzarbeit des 14. Jahrhunderts geprägt. Die Feldsteine wurden weniger sorgfältig gequadert, sodass die Fugen mit Steinsplittern ausgezwickt werden mussten. Daher ist außen eine deutliche Fuge zwischen den beiden zeitlich unterschiedlich hergestellten Teilen zu erkennen. Im Inneren ist in den Längswänden ein Versatz erkennbar, weil die östliche Hälfte des Bauwerks beträchtlich stärkere Wände hat als die westliche. Die Kirche erhielt schmale Fenster, die damals nicht verglast waren, möglicherweise aber Holzläden hatten.
Der Ostgiebel enthält zwei Segmentbogenfenster. Sie wurden zusammen mit den Fenstern der Längsseiten erst 1609 in dieser Größe hergestellt, nachdem die schmaleren gotischen Kirchenfenster der Gemeinde nicht mehr zur Belichtung ausreichten, insbesondere beim Lesen der mit der Reformation aufgekommenen Gesangbücher. Damals erhielten die neuen Öffnungen allerdings Korbbogenabschlüsse, was dem Barock mehr entsprach als die 1955 hergestellten Segmentbögen. Seit der Wiederherstellung der Kirche ist auf der Südseite ein seit 1609 vermauert gebliebenes Spitzbogenfenster aus dem 14. Jahrhundert mit einem Gewände aus Ziegeln restauriert. Zwei Fenster auf der Nordseite östlich des Sakristeianbaus sind nur noch als spitzbogige Nischen vorhanden.
An der Nordseite der Kirche verbirgt sich seit 1975 eine spätgotische Spitzbogenpforte hinter der wiedererrichteten Sakristei aus verputztem Ziegelmauerwerk. Die zerstörte Sakristei wurde allerdings nicht wie das Original gestaltet. Das als Haupteingang zur Kirche dienende Portal westlich der Sakristei hat ebenfalls einen spätgotischen Bogenabschluss. Die Kirche hatte ursprünglich einen verbretterten Dachturm, der 1953 abgetragen wurde. Beim Wiederaufbau 1955 durch Architekt Ludolf von Walthausen unter Leitung von Landeskonservator Hinnerk Scheper, wurde der zerstörte Westgiebel nach dem Vorbild des erhaltenen, mittelalterlichen Ostgiebels aus Feldsteinen gemauert. Anstelle des Turmes erhielt die Kirche über dem Giebel einen für brandenburgische Dorfkirchen absolut untypischen Glockenträger aus Feldstein. Die Eindeckung des Dachs erfolgte mit der traditionellen Klosterbedachung mit Mönch und Nonne. Außer diesem Gotteshaus ist die Dorfkirche Schmargendorf noch mit einem solchen Dach gedeckt.

## Turm
Wegen der geringen Mauerstärke des Westteils der Kirche ist nicht anzunehmen, dass schon im Mittelalter ein massiver Turm geplant war. Seit 1686 bis zum Zweiten Weltkrieg hatte die Kirche jedoch über dem Westgiebel einen doppelt gestuften, hölzernen Dachturm, der sich über das oben verbretterte Giebelfeld erhob. Über einem kurzen Glockengeschoss mit Schallöffnungen befand sich zunächst ein schlichtes Satteldach, das später durch ein Pyramidendach ersetzt wurde, auf dem sich eine quadratisch gegründete Laterne mit hoher, vierseitiger Spitze befand. In der Laterne war eine Turmuhr untergebracht.
Beim Wiederaufbau wurde der Westgiebel zu einem offenen Glockengiebel aus Feldstein für eine Glocke hochgezogen. Dort hängt eine der Glocken der 1962 abgerissenen frühklassizistischen Berliner Garnisonkirche in der Spandauer Straße. Ihr Durchmesser beträgt 55 cm, ihre Höhe 40 cm zuzüglich einer Krone von 8 cm. Das Gewicht beträgt 94 kg. Die Inschrift lautet: „ES IST IN KEINEM ANDEREN HEIL und MICH GOSS GUSTAV COLLIER IN ZEHLENDORF.“

## Innenraum

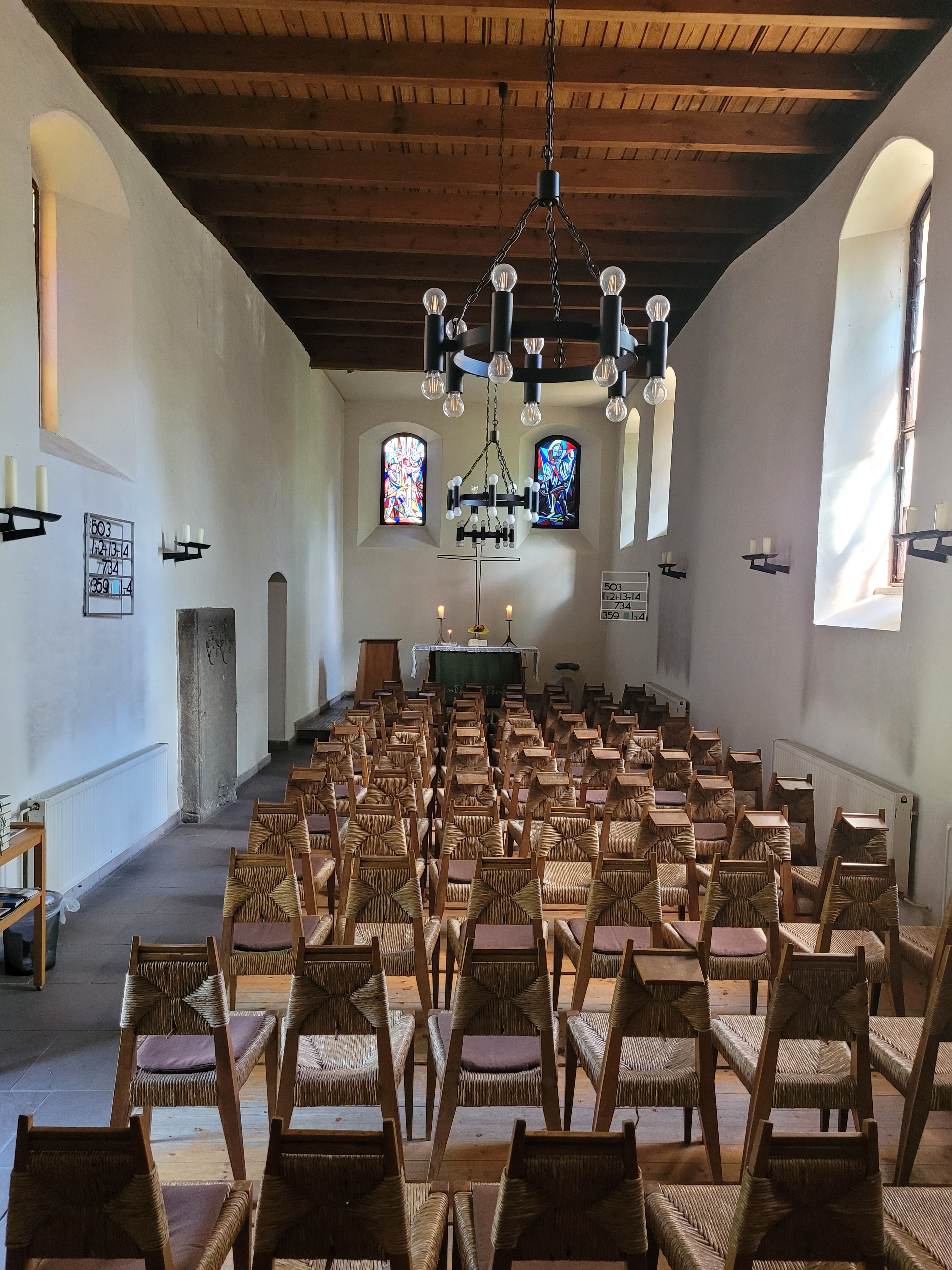
Dorfkirche Giesensdorf innen

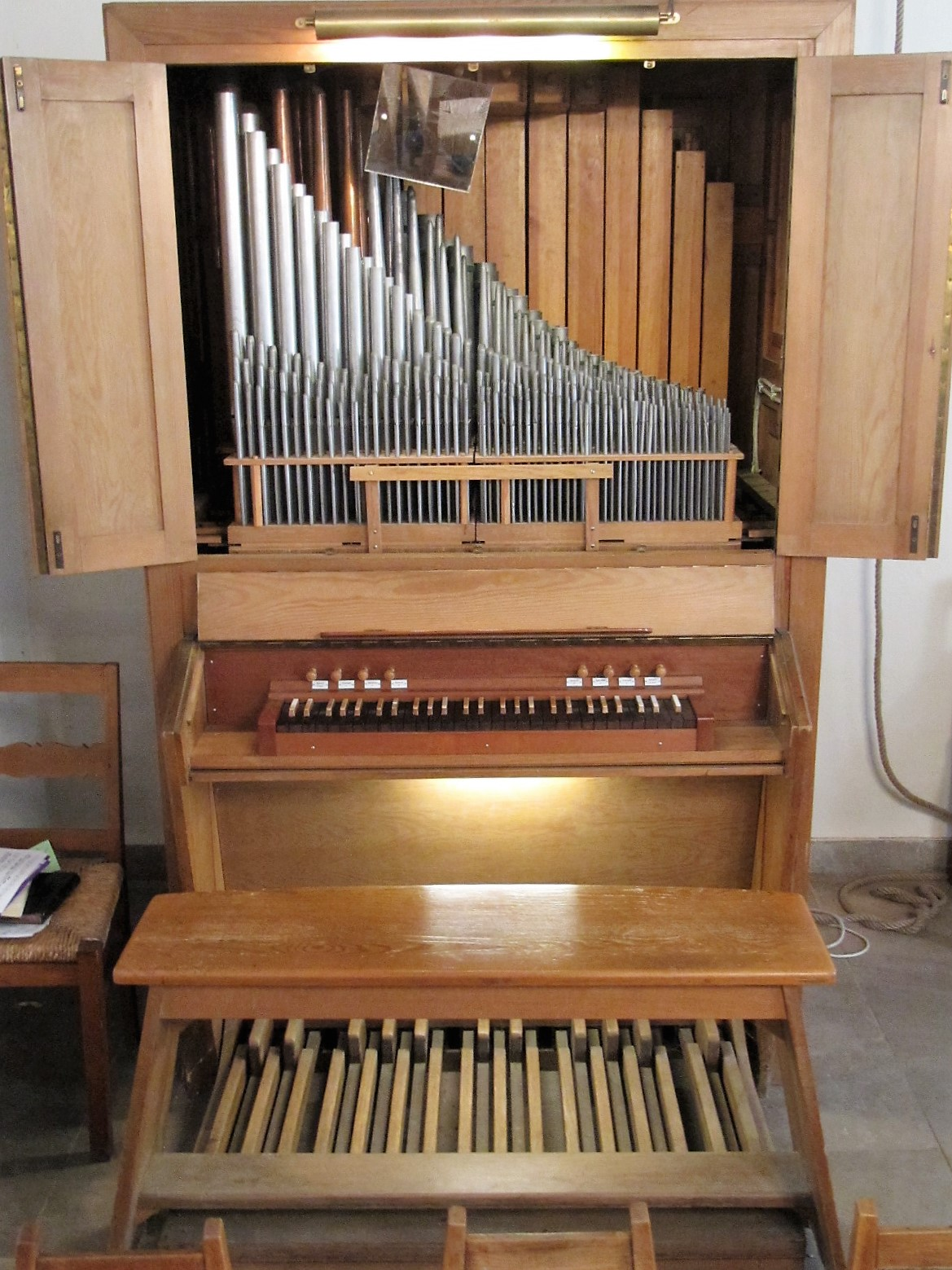
Orgel

Der katholischen Messe lauschten Männer und Frauen in der Kirche durch den Mittelgang voneinander getrennt. Zwischen der Gemeinde und dem die Messe zelebrierenden Priester befand sich noch eine Schranke. Mit der Einführung der Reformation in der Mark Brandenburg im Jahr 1539 änderte sich das. Zwischen 1600 und 1615 wurde das Innere der Kirche mehrfach umgestaltet. Die Kirche erhielt eine gemauerte Mensa und ein festes Kirchengestühl. Der Kirchenboden bekam Holzdielen und einen steingepflasterten Mittelgang.
Der Innenraum wurde im 19. Jahrhundert einschneidend geändert. 1873 erhielt der schmale Kirchraum eine Längsempore, 1878 eine weitere gegenüberliegend. Anlässlich des Wiederaufbaus wurden sie zugunsten der Raumwirkung nicht wieder errichtet. Für die heutige Bestuhlung wurden Eichenholzstühle mit Strohpolster angeschafft, für die Beleuchtung schmiedeeiserne Leuchter an der Decke und den Wänden angefertigt. Der im 19. Jahrhundert geschaffene Kanzelaltar, der allerdings keinen künstlerischen Wert hatte, ist im Zweiten Weltkrieg zerstört worden. Der heutige Altar besteht aus Eichenholz. Die farbigen Glasfenster schuf Otto Wulk.

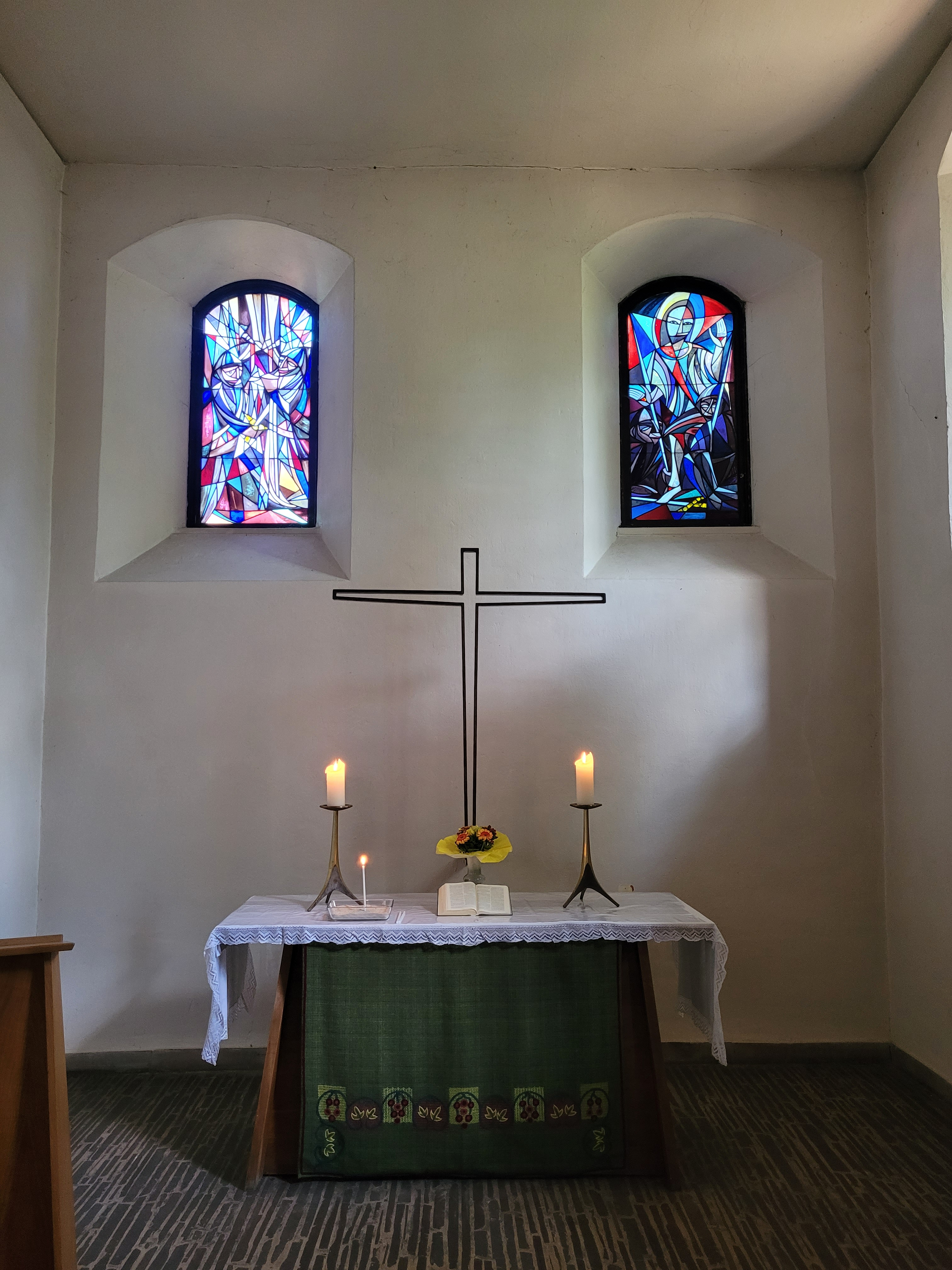
Altarraum

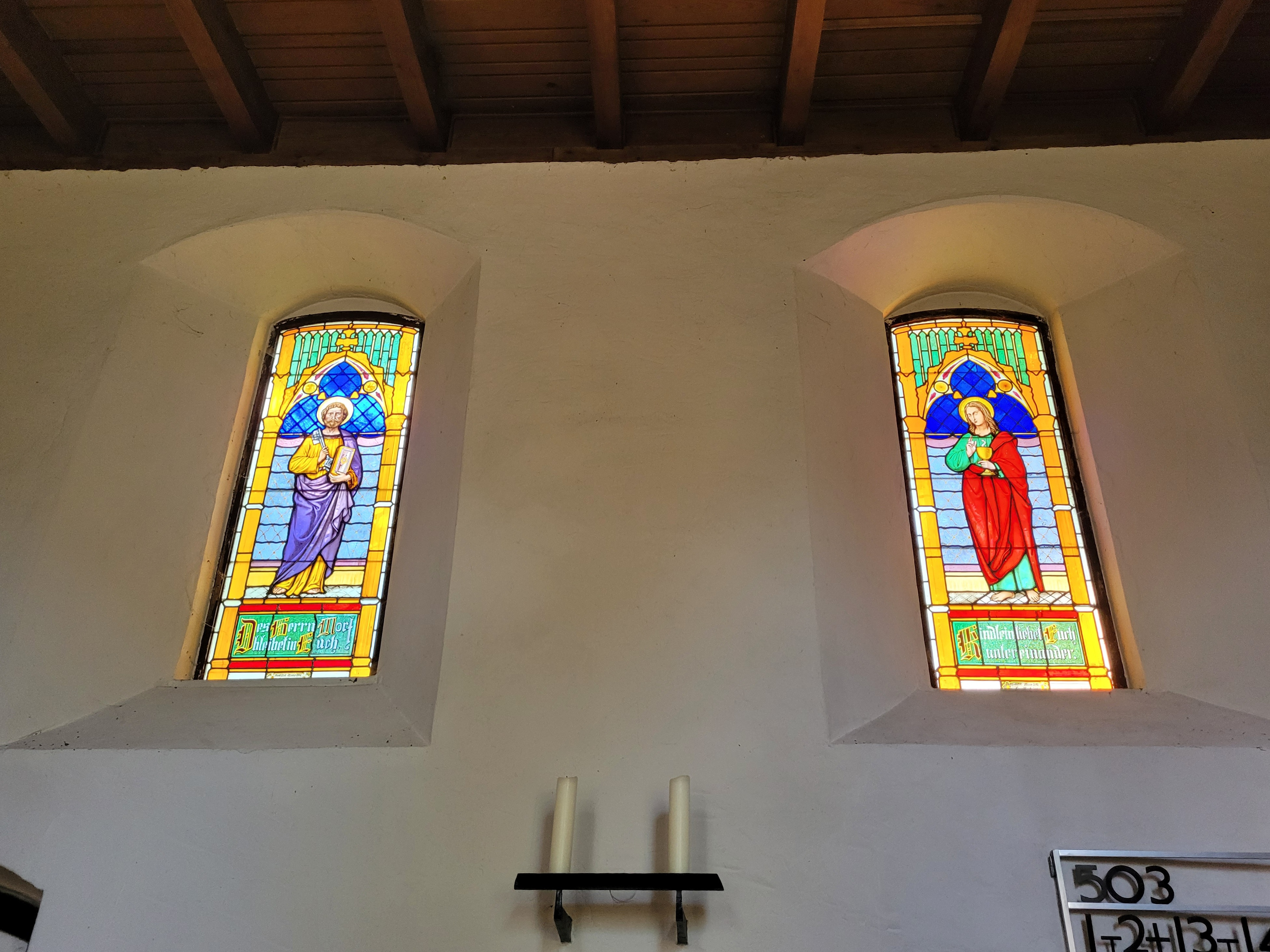
Ursprüngliche Altarfenster

Die erste Orgel, ein recht kleines Instrument, erhielt die Dorfkirche im Jahr 1836. In dieser Zeit wurden die Dorfkirchen mit derartigen Instrumenten ausgestattet, um den Gesang der Gemeinde zu unterstützen. Im Ersten Weltkrieg mussten die Prospektpfeifen, also die Pfeifen, die von vorne sichtbar und auch vom Klang her für die Orgel wichtig sind, zur Herstellung von Munition abgegeben werden. Im Jahr 1927 entschloss man sich zu einem Orgelneubau. Die kleine Kirche bekam ein größeres Instrument vom Orgelbauer Steinmeyer. Die Orgel wurde, wie schon das Vorgängerinstrument, auf einer Empore aufgestellt. Im Frühjahr 1945 wurde diese Orgel zerstört. Beim Wiederaufbau der Kirche in schlichten Formen erhielt sie im Jahr 1956 auch nur eine schlichte Orgel vom Berliner Orgelbauer Schuke.

## Friedhof Lichterfelde-Giesensdorf

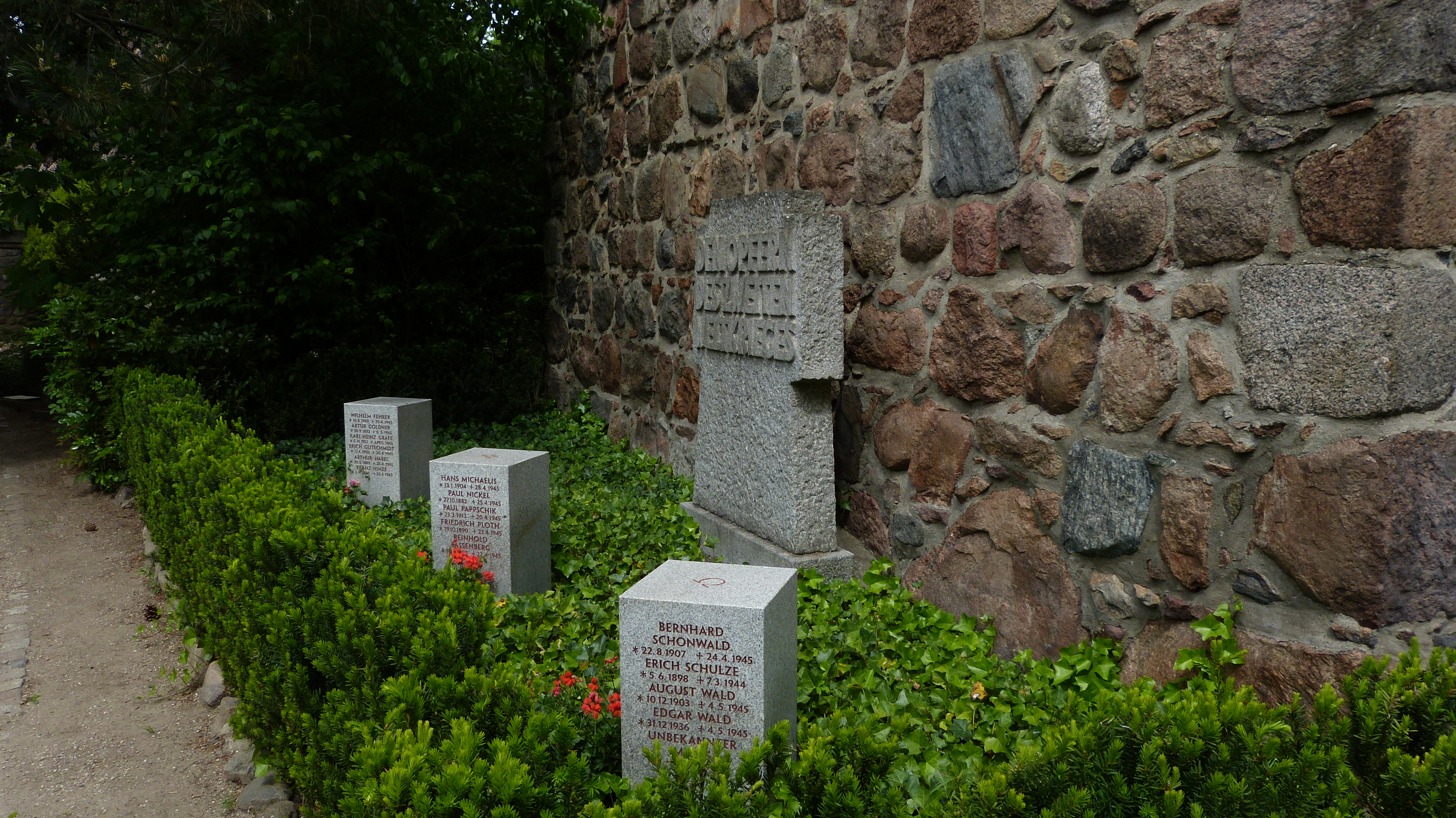
Kriegsgräberstätte mit Gedenkkreuz

Der Friedhof wird  aktuell genutzt und Bestattungen finden statt. Er entstand, so wie viele konfessionelle Friedhöfe, in dem Bereich zwischen Grundstücksmauer und Kirche. An der westlichen Seite der Kirche befindet sich ein Sammelgrab für die Opfer von Krieg und Gewaltherrschaft der Gemeinde. In dieser Kriegsgräberstätte ruhen 21 Opfer des Zweiten Weltkriegs. Ein Gedenkkreuz aus Stein mit der Inschrift: „Den Opfern des Zweiten Weltkrieges“ steht an dieser Grabstätte.